# Гленн Гаррольд
Гленн Гаррольд (народився 21 червня 1962 року, Белхем, Лондон, Англія) - британський гіпнотерапевт і автор книжок домопожи собі сам, Apps, CDs та матеріалів для скачування. 

## Кар'єра
Гаррольд 2 роки навчався і отрим диплом у Британському Товаристві з Клінічного Гіпнозу (The British Society of Clinical Hypnosis). Він почав свою професійну кар'єру наприкінці 1990-го року зі створення вдома записів гіпнозу, продаючи їх безпосередньо книжковим крамницям та магазинам, а потім створив своє видавництво Дівініті Паблішинг (Diviniti Publishing). В 2006 році він отримав золотий диск від  компанії Нільсен БукСкен (Nielsen BookScan) на суму £250 тисяч за продаж його диску під назвою Повне Розслаблення (Complete Relaxation).  Гаррольд також випустив CD диски з гіпнотерапії для ВВС audiobooks і написав 5 книжок допоможи собі сам для видавництва Оріон у Великій Британії (Orion Publishing). Також він писав для МкГров Хілл (McGraw Hill) в США.